# Hit Mania Dance Estate 2003
Hit Mania Dance Estate 2003 è una raccolta della serie Hit Mania che contiene i maggiori successi estivi dance e pop del 2003. Si tratta di una compilation di 24 tracce. La compilation è mixata dal DJ Mauro Miclini (Edizione Speciale).

## Tracce
1. Prezioso feat. Marvin – Voglio vederti danzare – 3:44
2. Dj Lhasa vs. Gabry Ponte – Giulia (rmx) – 3:08
3. Brothers – Sexy Girl – 4:05
4. Danijay – Il Gioco Dell'Amore (feat. Hellen) – 2:55
5. In-Grid – In-Tango – 3:19
6. Erika – I Don't Know – 3:22
7. Despoina Vandī – Gia – 3:39
8. Moony – Flying Away – 3:36
9. Benny Benassi – Satisfaction – 2:21
10. Exch Pop True – Discoteca – 2:14
11. Room 5 – Make Luv (feat. Oliver Cheatham) – 3:10
12. Mambo King – Chihuahua – 2:44
13. Jarabe De Palo – Bonito – 3:30
14. Junior Jack – E Samba – 3:05
15. Palm Spring – Palm Spring – 3:05
16. Smiling People – Make Me Feel – 3:06
17. Ken Laszlo – Inside My Music – 2:04
18. Gianni Coletti – Love To Be Free (feat. Al Castellana) – 3:22
19. Gigi D'Agostino – Taurus – 3:15
20. Safeway – Fallin' (Gabry Ponte Remix) – 4:21
21. Sean Paul – Get Busy – 3:29
22. Paolo Meneguzzi – Verofalso – 3:12
23. Tribalistas – Já sei namorar – 3:17
24. Rom Track – Rom Track (RTL 102.5 Hit Radio) – 3:36

Durata totale: 77:39